# Maladera ovatula
Maladera ovatula är en skalbaggsart som beskrevs av Leon Fairmaire 1891. Maladera ovatula ingår i släktet Maladera och familjen Melolonthidae. Inga underarter finns listade i Catalogue of Life.